# Dicranocara inexpectata
Dicranocara inexpectata là một loài bọ cánh cứng trong họ Bọ hung (Scarabaeidae).